# 墨割り
墨割り（すみわり）とは、日本の伝統的な染め物の一種である。

## 方法
まず、平たいトレイに水200mlを入れる。次に、飽和ミョウバン水溶液2 - 4mlを入れ、よくかき混ぜる。そこへ、墨汁（ただし墨を硯ですったもの）をたらす。その後、先にセッケン水がついている爪楊枝で水面をつつく。うまくいけば、墨の膜に亀裂模様が入るはずである。つつく作業を何回か繰り返すと、神秘的な模様が出来る。これを和紙に取ったら完成である。なお、カラー版も作ることは出来るが、その際は、膠が含まれている絵具を使用すること。

## 理由
ミョウバン水溶液に含まれるアルミニウムなどの塩（えん）のせいで、墨は水面上に固まって浮かぶ（コロイドの凝析）。水には表面張力が働いているため、たがいにひっぱり合っている（水素結合）。しかしセッケン水には表面張力がほとんど働かない。このため、セッケン水で突く（単分子膜の形成）と、水が周りを引っ張るため、墨の膜が割れる。
※亀裂になるのは、墨が固まっているためで、紙を破ると直線状になる。
ミョウバン水溶液の量・墨汁をたらしてから割るまでの時間によって亀裂の模様は変わる。